# St. Peter (Kirchloibersdorf)

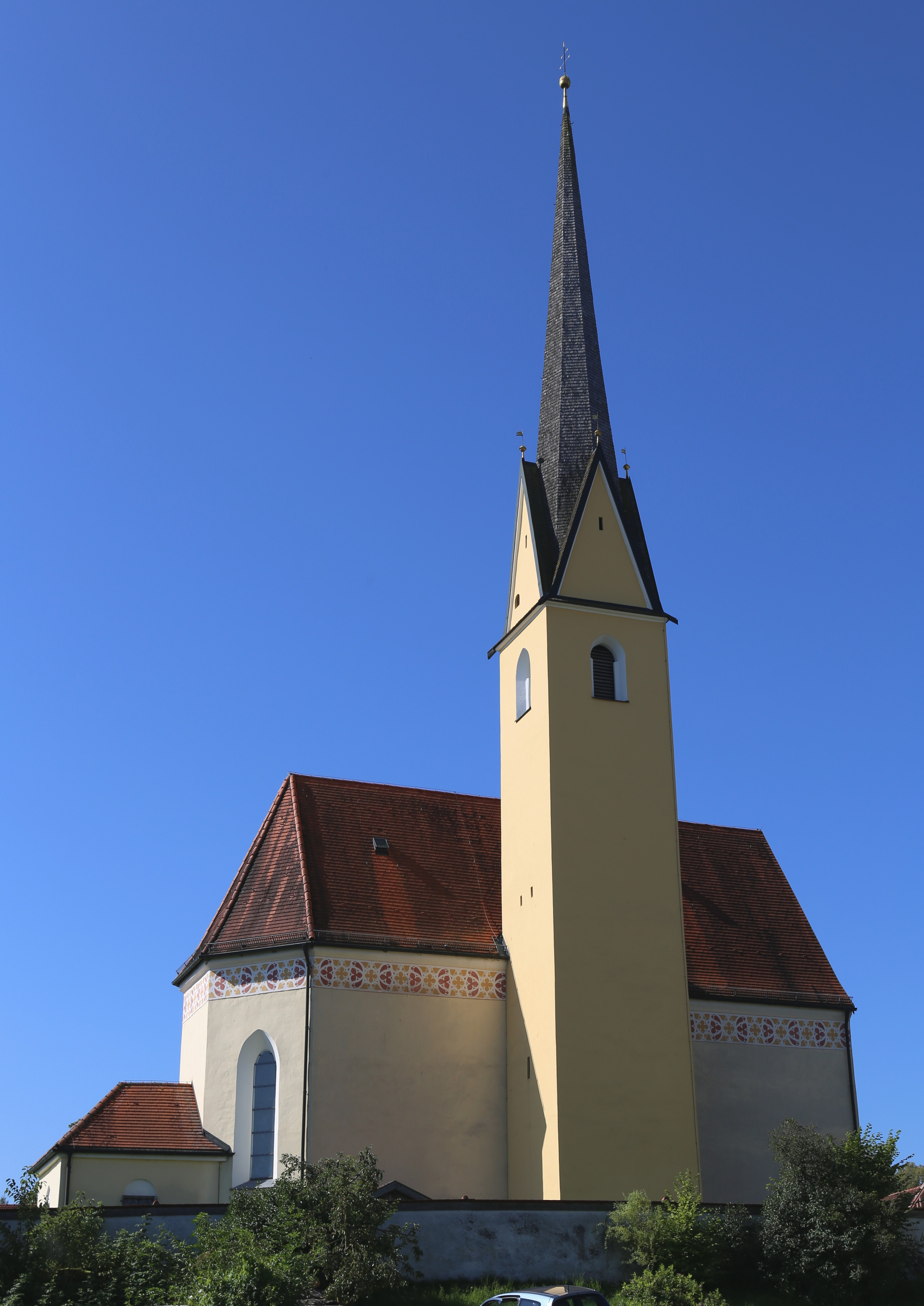
St. Peter in Kirchloibersdorf

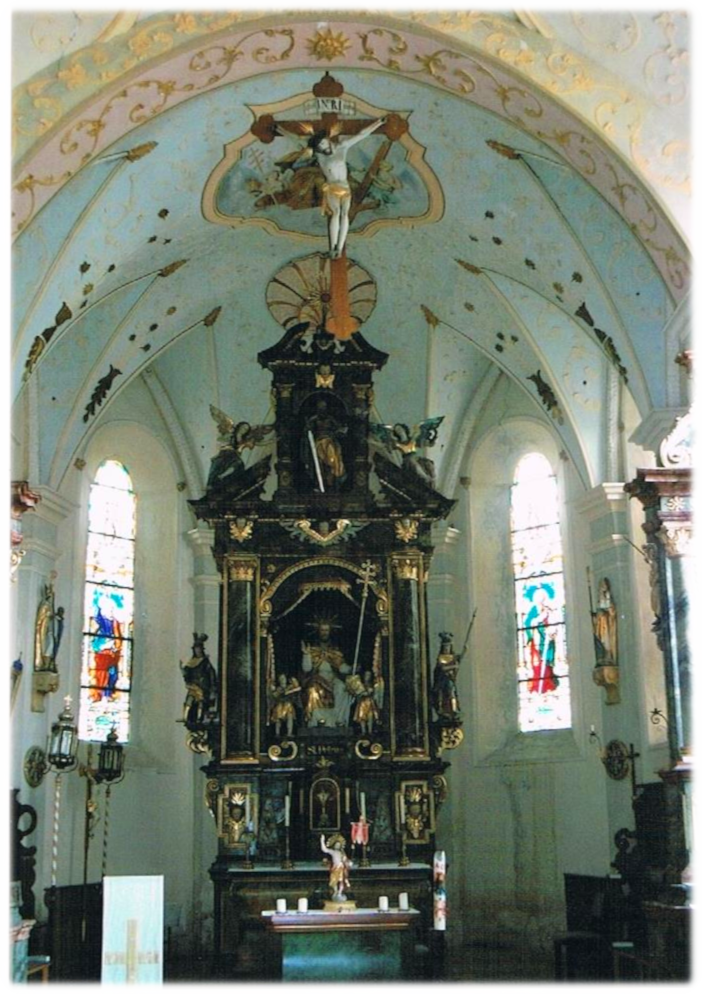
Hochaltar

Die römisch-katholische Filialkirche St. Peter steht auf dem ummauerten Friedhof von Kirchloibersdorf, einem Gemeindeteil von Babensham im oberbayerischen Landkreis Rosenheim. Das Bauwerk ist in der Liste der Baudenkmäler in Babensham als Baudenkmal unter der Nr. D-1-87-116-31 eingetragen. Die Kirche gehört zum Dekanat Rosenheim im Erzbistum München und Freising.

## Beschreibung
Die spätgotische Saalkirche wurde im 15. Jahrhundert erbaut und in der ersten Hälfte des 18. Jahrhunderts barock umgestaltet. Sie besteht aus dem Langhaus, dem eingezogenen, dreiseitig geschlossenen Chor im Osten, der Sakristei an der Stirnwand des Chors und dem Kirchturm an der Nordwand des Langhauses. Das oberste Geschoss des mit einem spitzen Helm bedeckten Turms enthält den Glockenstuhl mit zwei Kirchenglocken. Ein Vorbau steht vor der Fassade im Westen.
Der Innenraum des Langhauses ist mit einem Stichkappengewölbe überspannt. Auf der um 1720 entstandenen Deckenmalerei ist Simon Petrus dargestellt. Der in der zweiten Hälfte des 17. Jahrhunderts aufgestellte Hochaltar mit dem thronenden St. Petrus wird von den Skulpturen des Florian von Lorch und des heiligen Georg flankiert. Im Altarauszug ist Paulus von Tarsus dargestellt.